# 伦施泰格地区施米德费尔德
伦施泰格地区施米德费尔德（德語：Schmiedefeld am Rennsteig，發音：[ˈʃmiːdəfɛlt ʔam ˈʁɛnʃtaɪk]）是德国图林根州伊尔姆县曾经的一个市镇，面积18.17平方千米，2017年12月31日人口为1,653人。2019年1月1日，伦施泰格地区施米德费尔德与市镇盖尔贝格并入非县辖城市苏尔。